# 曲沃莊伯
曲沃莊伯（？—前716年），姬姓，名鱔，一作鮮、鱓，春秋時期晋国曲沃的君主，曲沃桓叔之子，前731年繼位。
晉孝侯十六年（前724年）曲沃莊伯刺殺了晉孝侯，想要自立為晉君，但晉人把莊伯逐回曲沃，立晉鄂侯為國君。曲沃莊伯于晉鄂侯六年（前718年）再次出兵侵晉，但周天子發兵干預，立晉哀侯，莊伯退回曲沃，於晉哀侯二年（前716年）去世。